# Epigrypa
Epigrypa is een geslacht van rechtvleugeligen uit de familie Proscopiidae. De wetenschappelijke naam van dit geslacht is voor het eerst geldig gepubliceerd in 1890 door Brunner von Wattenwyl.

## Soorten
Het geslacht Epigrypa omvat de volgende soorten:
- Epigrypa bispinosus Hebard, 1924
- Epigrypa curvicollis Brunner von Wattenwyl, 1890
- Epigrypa variegata Brunner von Wattenwyl, 1890